# سیارک ۲۰۲۰۴
سیارک ۲۰۲۰۴ (به انگلیسی: 20204 Yuudurunosato، نامگذاری:1997EV25) بیست هزار و دویست و چهارمین سیارک کشف شده‌است که در ۱ مارس ۱۹۹۷ کشف شد.
قدر مطلق سیارک برابر ۲۸٫۲ است.